# 世界征服者の歴史

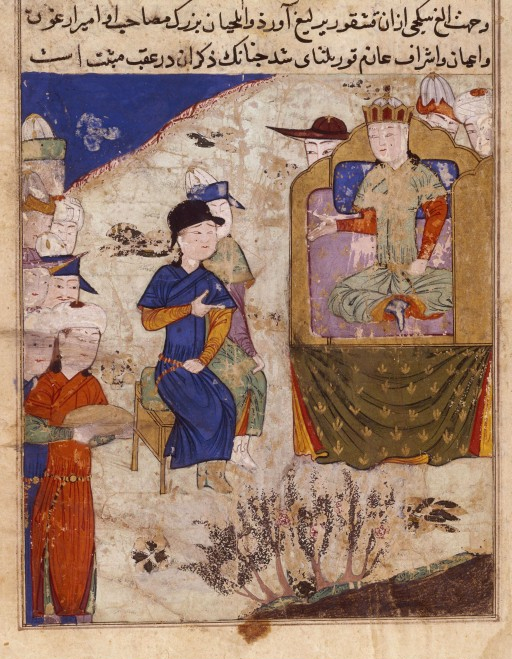
モンケの宮廷（1438年に描かれた『世界征服者の歴史』の
写本）

『世界征服者の歴史』（せかいせいふくしゃのれきし、ペルシア語： تاريج جهانگشای Ta'rīkh-i Jahān-gushāy）とは、『集史』などと並び、モンゴル帝国を語る上で重要な歴史書。モンゴル帝国の政治家・歴史家のジュヴァイニー（ジュワイニー）によって1260年に完成された。全3巻。原名はペルシア語でタリーヒ・ジャハーン・グシャー（イー）(Tārīkh-i Jahān-gushā(ī))という。
1252年、のちにイルハン朝を創設するフレグの命令でモンゴル帝国の首都カラコルムのモンケの宮廷に派遣されたジュヴァイニーは、モンゴル帝国の広大さに衝撃を受けるとともに、その成立までの過程に関心を抱いた。そして友人からの勧めもあり、モンゴル帝国成立に至る歴史書の執筆を始めたのであった。途中、バグダードの戦いへの参戦とバグダード陥落後のバグダード太守任命などを経て、1260年に完成した。

## 構成と内容
全3巻構成であり、モンゴル帝国の成立から1257年までを扱っている。アラムートのニザール派最後の教主ルクヌッディーン・フルシャーの降伏とニザール派諸城の陥落まで。翌1258年のバグダードの戦いまでを増補した版も存在するが、ジュヴァイニー自身による加筆説と後世の人による挿入説がある。
- 第1巻はチンギス・ハーンからグユク（1248年没）までのモンゴル帝国の成立史までを扱っている。
- 第2巻はジュヴァイニー家の旧主であり、モンゴル帝国に征服されたホラズム・シャー朝、特に最後のアラーウッディーン・ムハンマド及びジャラールッディーン・メングベルディー父子を中心とした歴史。また、1230年にジャラールッディーン追捕のためアムダリヤ川以西のイラン高原に派遣されたモンゴル帝国のイラン鎮守軍とこれに随伴してイラン入りしたチン・テムル以降アルグン・アカまでのイラン総督の歴史を描く。さらに後にモンゴル帝国・フレグ以降のイルハン朝に臣従することになる、1200年代にホラズム・シャー朝との闘争からケルマーンを領有することになったバラク・ハージブを祖とするケルマーン・カラヒタイ朝の歴史にも触れている。
- 第3巻はアラムートを中心としたイスマイール・ニザール派（ハサン・サッバーフを祖としイラン高原内外の山岳要塞を根城とした武装教団組織、いわゆる暗殺教団・アサシン集団）を扱っている。第3巻の執筆にはジュヴァイニーがアラムート攻略に参加してその恩賞としてフラグから与えられた同所の図書館の蔵書・記録を典拠にしたと考えられている。特にニザール派の情報については接収したニザール派文書類のうちハサン・サッバーフの自伝からの引用も行っており、同時代史として信憑性が高いと見なされている。一方で、異教徒であるモンゴルによる中央アジア・イランを初めとするイスラーム世界の破壊について、神による懲罰であるとの見解も述べており、ペルシャ系イスラム教徒でありながら異教徒の帝国に仕える知識人の苦悩の反映と見られる部分も存在していると言われている。

文体は、散文ながらも折々に韻文や詩文を取り混ぜ、アラビア語やペルシア語による技工を凝らした語彙や文体を用いる点を特徴としており、ティムール朝時代の『清浄園』の編者ミールホーンドや、同じく『伝記の伴侶』の編者ホーンダミールなど後世の歴史家から歴史書を叙述する形式のひとつの規範とされた。また、約半世紀程後に編纂されたラシードゥッディーンの『集史』でもその編集には多く『世界征服者の歴史』からの情報を依拠していることが知られている。オルジェイトゥ時代に献呈されたシャラフッディーン・シーラーズィー（ヴァッサーフ）の『ヴァッサーフ史』は『シャー・ナーメ』に範をとる韻文による歴史書であるが、この『世界征服者の歴史』の続編として作成され、オルジェイトゥ時代までのイルハン朝を中心にモンゴル帝国史を扱ったものである。『世界征服者の歴史』、『集史』、『ヴァッサーフ史』の３書は数あるペルシア語歴史書でもその代表として特に知られている。

## 校訂本
- Mīrzā Muḥammad Qazwīnī (ed.), Taʾríkh-i-jahán-gushá, 3 vols., (Gibb Memorial Series 16), Leiden and London, 1912-37

## 訳注書
- ジョン・アンドリュー・ボイル（英語版） (tr.), The History of the World-Conqueror, 2 vols., Manchester 1958